# مصرآباد (آوج)
مصرآباد، روستایی از توابع بخش آبگرم شهرستان آوج در استان قزوین ایران است مردمانش به زبان ترکی آذربایجانی سخن میگویند.

## جمعیت
این روستا در دهستان خرقان شرقی قرار دارد و براساس سرشماری مرکز آمار ایران در سال ۱۳۸۵، جمعیت آن ۱۶۹ نفر (۵۷خانوار) بوده‌است مردمانش به زبان ترکی آذربایجانی سخن میگویند.